# 陳達 (天順進士)
陳達（1429年—？），字廉善，山東貴州府菖州日照縣人，明朝政治人物。進士出身。

## 生平
山東鄉試第四十八名。天順八年（1464年）甲申科會試第五十八名，殿試登進士第三甲第六十四名。

## 家族
曾祖父陳四翁。祖父陳彥名。父亲陳文，曾任聽選官。